# Shambhala
Shambhala – stalowa kolejka górska firmy B&M zbudowana w sekcji chińskiej parku rozrywki PortAventura w Hiszpanii. Do 6 kwietnia 2017, dnia otwarcia kolejki Red Force, najwyższy i najszybszy roller coaster w Europie. Charakteryzuje się wzniesieniami o bardzo dużej wysokości i stromymi kątami spadków (typ hyper coaster).

## Opis przejazdu
Po opuszczeniu stacji pociąg wykonuje skręt w prawo i rozpoczyna wspinaczkę na najwyższe wzniesienie o wysokości 76 m, gdzie wciągany jest za pomocą wyciągu łańcuchowego. Ze szczytu wzniesienia pociąg spada po torze nachylonym pod kątem niemal 78° i wjeżdża do zagłębionego w ziemi tunelu (stąd wysokość spadku jest nieco większa i wynosi 78 m). U dołu pierwszego spadku pociąg osiąga największą prędkość wynoszącą 134 km/h. Po delikatnej zmianie kierunku w lewo pociąg pokonuje pierwsze z pięciu wzniesień, a następnie charakterystyczną spiralę w kształcie cyfry 8 (ze względu na kształt zwana ampersand). Pociąg pokonuje następnie jeszcze dwa wzniesienia, po czym przejeżdża przez sekcję wodną, gdzie zsynchronizowane z pociągiem dysze wyrzucają w górę strumienie wody, symulując zderzenie pociągu z taflą niewielkiej sadzawki. Sekcja ta zlokalizowana jest bezpośrednio pod torami roller coastera Dragon Khan. Pociąg pokonuje kolejne dwa wzniesienia, mija hamulce sekcyjne (MCBR), wykonuje zwrot o 180° w lewo i wjeżdża na ostatnią sekcję hamulców, gdzie zwalnia i powoli wtacza się na stację.

## Pozycja w rankingach
W 2018 roku Shambhala trafiła po raz pierwszy na listę 50 najlepszych stalowych roller coasterów świata, Golden Ticket Awards, według czasopisma Amusement Today.
| Golden Ticket Awards – Top 50 stalowych kolejek górskich | Golden Ticket Awards – Top 50 stalowych kolejek górskich | Golden Ticket Awards – Top 50 stalowych kolejek górskich | Golden Ticket Awards – Top 50 stalowych kolejek górskich | Golden Ticket Awards – Top 50 stalowych kolejek górskich | Golden Ticket Awards – Top 50 stalowych kolejek górskich | Golden Ticket Awards – Top 50 stalowych kolejek górskich | Golden Ticket Awards – Top 50 stalowych kolejek górskich | Golden Ticket Awards – Top 50 stalowych kolejek górskich | Golden Ticket Awards – Top 50 stalowych kolejek górskich | Golden Ticket Awards – Top 50 stalowych kolejek górskich | Golden Ticket Awards – Top 50 stalowych kolejek górskich |
| -------------------------------------------------------- | -------------------------------------------------------- | -------------------------------------------------------- | -------------------------------------------------------- | -------------------------------------------------------- | -------------------------------------------------------- | -------------------------------------------------------- | -------------------------------------------------------- | -------------------------------------------------------- | -------------------------------------------------------- | -------------------------------------------------------- | -------------------------------------------------------- |
| 2012                                                     | 2013                                                     | 2014                                                     | 2015                                                     | 2016                                                     | 2017                                                     | 2018                                                     | 2019                                                     | 2020                                                     | 2021                                                     | 2022                                                     | 2023                                                     |
| –                                                        | –                                                        | –                                                        | –                                                        | –                                                        | –                                                        | 45                                                       | –                                                        | ×                                                        | –                                                        | 49                                                       | –                                                        |

Kolejka górska Shambhala zajęła 1. miejsce w rankingu European Star Award dziesięciu najlepszych nowych kolejek górskich w Europie wybudowanych w 2012 roku.
| European Star Award – Top 10 stalowych kolejek górskich w Europie | European Star Award – Top 10 stalowych kolejek górskich w Europie | European Star Award – Top 10 stalowych kolejek górskich w Europie | European Star Award – Top 10 stalowych kolejek górskich w Europie | European Star Award – Top 10 stalowych kolejek górskich w Europie | European Star Award – Top 10 stalowych kolejek górskich w Europie | European Star Award – Top 10 stalowych kolejek górskich w Europie | European Star Award – Top 10 stalowych kolejek górskich w Europie | European Star Award – Top 10 stalowych kolejek górskich w Europie |
| ----------------------------------------------------------------- | ----------------------------------------------------------------- | ----------------------------------------------------------------- | ----------------------------------------------------------------- | ----------------------------------------------------------------- | ----------------------------------------------------------------- | ----------------------------------------------------------------- | ----------------------------------------------------------------- | ----------------------------------------------------------------- |
| 2012                                                              | 2013                                                              | 2014                                                              | 2015                                                              | 2016                                                              | 2017                                                              | 2018                                                              | 2019                                                              | 2020                                                              |
| 2                                                                 | 1                                                                 | 1                                                                 | 1                                                                 | 1                                                                 | 1                                                                 | 1                                                                 | 1                                                                 | 1                                                                 |